# Індекс маси тіла

Відповідність між масою людини та її зростом. Пунктирні лінії показують підкласи в межах класу (наприклад, нестача маси може бути «помірною», «середньою» та «важкою»). На основі даних ВООЗ

І́ндекс ма́си ті́ла (ІМТ, англ. BMI, body mass index) — величина, що дозволяє оцінити ступінь відповідності маси людини до її зросту, й тим самим, непрямо оцінити, чи є маса недостатньою, нормальною, надмірною (ожирінням). Індекс маси тіла — це розрахункова величина, яку використовують для визначення ступеня ожиріння чи недостатності маси тіла. Цей показник розробив ад'юнкт-професор Ламбер Адольф Жак Кетле у 1832 році.

## Обчислення
Індекс маси тіла обчислюється за формулою:
{\displaystyle I={\frac {m}{h^{2}}}},
де:
- m — маса тіла в кілограмах
- h — зріст в метрах,

і вимірюється в кг/м².
Показник індексу маси тіла був розроблений бельгійським соціологом і статистиком Адольфом Кетле (Adolphe Quetelet) 1869 року.
За значенням індексу маси популяцію поділяють на кілька категорій, дані про ці категорії та ризик виникнення хронічних та інфекційних захворювань у кожній з них наведені в таблиці:
| Класифікація              | ІМТ, кг/м2  | Ймовірність розвитку захворювань | Ймовірність розвитку захворювань | Ймовірність розвитку захворювань |
| Класифікація              | ІМТ, кг/м2  | Серцево-судинних                 | Бронхо-легеневих                 | Ендокринних                      |
| ------------------------- | ----------- | -------------------------------- | -------------------------------- | -------------------------------- |
| Недостатня маса           | менше 18,5  | Низька                           | Збільшена                        | Низька                           |
| Норма                     | 18,5—24,9   | Низька                           | Низька                           | Низька                           |
| Надлишкова маса           | більше 25,0 | більше 25,0                      | більше 25,0                      | більше 25,0                      |
| Передожиріння (гладкість) | 25,0—29,9   | Середня                          | Низька                           | Низька                           |
| Ожиріння I ступеня        | 30,0—34,9   | Збільшена                        | Низька                           | Середня                          |
| Ожиріння II ступеня       | 35,0—39,9   | Значно збільшена                 | Можливо, збільшена               | Збільшена                        |
| Ожиріння III ступеня      | більше 40,0 | Істотно збільшена                | Збільшена                        | Значно або істотно збільшена     |

Наведена відповідність може застосовуватися лише для дорослих.
Індекс маси тіла слід застосовувати обережно, винятково для орієнтовної оцінки — наприклад, спроба оцінити з його допомогою статури професійних спортсменів може дати неправильний результат (високе значення індексу в цьому випадку пояснюється розвинутою мускулатурою).
Відповідно до норвезького дослідження, ідеальним для чоловіків є індекс маси тіла в 25—27. Середня тривалість життя чоловіків з таким ІМТ була максимальною.
Згідно з фінськими дослідженнями, збільшення індексу маси тіла передбачає ризик інсульту у чоловіків і жінок.
2000 року ВООЗ запропонувала знизити для представників монголоїдної раси межу надлишкової ваги з 25 до 23 кг/м², а межу ожиріння з 30 до 25 кг/м². До цього спонукали епідеміологічні дослідження, що показали наступне: монголоїди починають страждати від проблем, що пов'язані з повнотою, при нижчому ІМТ. Одночасно певні дослідники пропонують для представників негроїдної раси, а також осіб полінезійського походження, підвищити межу надлишкової ваги з 25 до 26, а межу ожиріння — з 30 до 32 кг/м².